# Kodeks z Clermont
Codex Claromontanus, Dp (Wettstein), 06 (Gregory-Aland), δ 1026 (von Soden), d albo 75 (Beuron) – bilingwalny grecko-łaciński kodeks uncjalny Nowego Testamentu na pergaminie. Jakkolwiek oba teksty reprezentują zachodnią tradycję tekstualną, zachodzi między nimi wiele różnic. Datowany jest zwykle na VI wiek. Bywa wliczany do wielkich kodeksów i jest ważnym rękopisem Nowego Testamentu.
Dwie karty kodeksu są palimpsestem, z tekstem tragedii Eurypidesa, Faetona i jest jednym z dwóch rękopisów tego dzieła. Zawiera też inny pozabiblijny materiał – Cathalogus Claromontanus, ważny w dyskusji nad kształtowaniem się kanonu pism Nowego Testamentu. Kodeks wyróżnia posiadanie dwóch bezpośrednich kopii.
Jest często cytowany w krytycznych wydaniach greckiego Nowego Testamentu. Jest jednym z nielicznych rękopisów, których noty korektorskie są cytowane.

## Opis kodeksu
Zawiera na 533 pergaminowych kartach (24,5 na 19,5 cm), ułożonych w quarto (cztery karty w foliale), Listy Pawła, z pewnymi lukami (Rz 1,1–7.27–30; 1 Kor 14,13–22), w języku greckim i języku łacińskim (lewa strona w języku greckim, prawa w łacińskim). Zaginione oryginalne partie z tekstem Rz 1,27–30; 1 Kor 14,13–22, zostały uzupełnione przez późniejszego redaktora. Tekst pisany jest jedną kolumną na stronę, 21 linijek w kolumnie. Pergamin jest dobrej jakości, atrament jest brunatny. Pierwsze trzy linijki każdej księgi oraz cytaty ze Starego Testamentu pisane są na czerwono (z wyjątkiem Listu do Hebrajczyków).
List do Kolosan i List do Filipian zamienione zostały miejscami, List do Hebrajczyków znajduje się po Liście do Filemona. Dwie jego karty (162–163) są palimpsestem, początkowo były zapisane fragmentem tragedii „Faeton” Eurypidesa i są ledwo czytelne pod biblijnym tekstem. Dolny tekst tych dwu kart został oznakowany przez Francuską Bibliotekę Narodową symbolem Cod. Gr. 107 B.

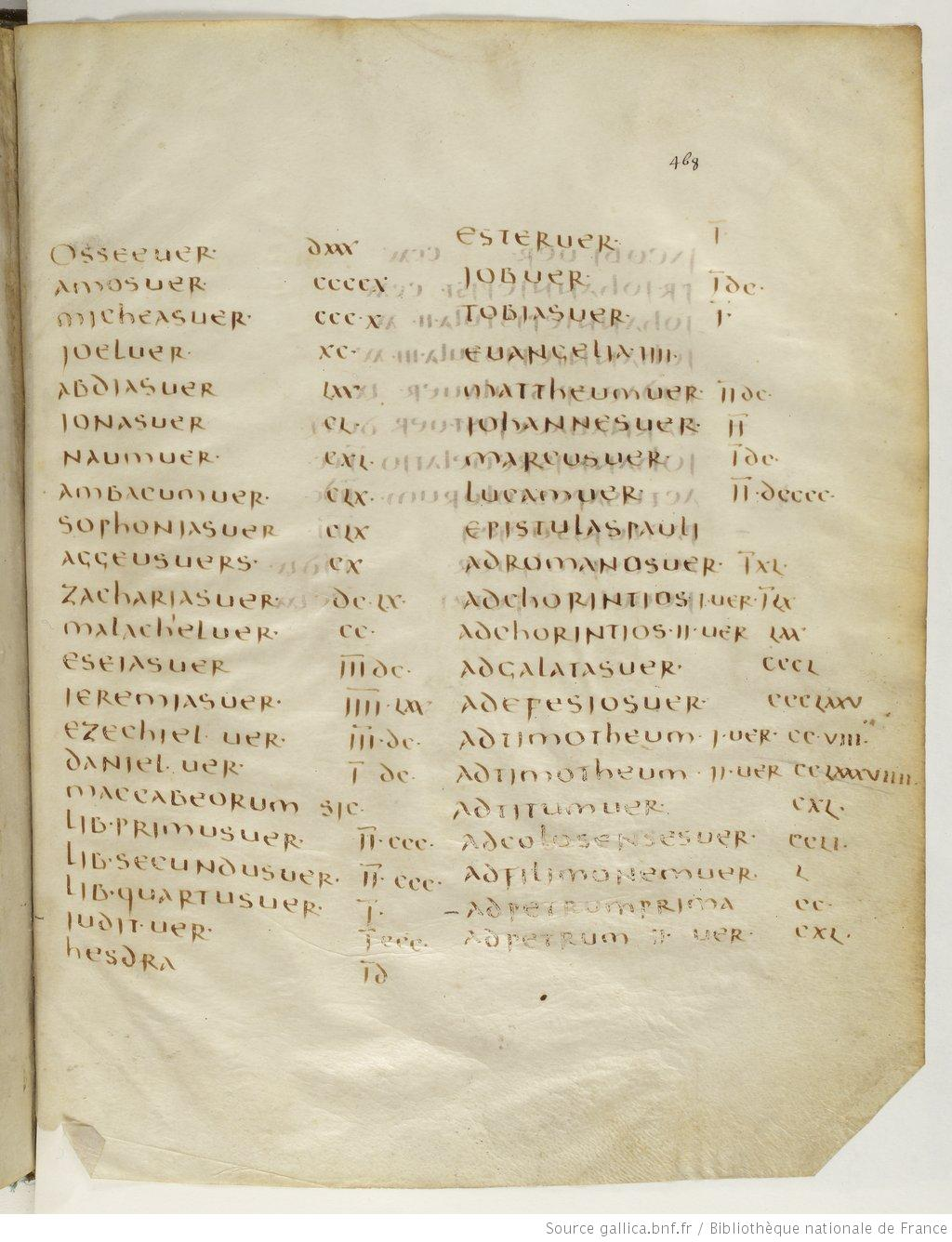
Catalogus Claromontanus

Kodeks z Clermont podobny jest w układzie do Kodeksu Bezy, ma zbliżony format (24,5 na 19,5 cm – 26 na 21,5 cm) i jest bilingwiczny. John Mill sądził, że stanowił drugą część Kodeksu Bezy. Wettstein wskazał, że sporządzono go na innym pergaminie, stosuje inną ortografię i ma późniejsze pochodzenie. Bp Marsh dodał do tych argumentów, że Claromontanus ma 21 linijek tekstu na stronę, a Bezy 23 linijek, oraz że oba rękopisy stosują różne skróty. Ponadto w Kodeksie Bezy tekst grecki i łaciński są z sobą zharmonizowane, natomiast w przypadku Claromontanus zachodzą znaczne różnice pomiędzy nimi. Niemniej myśl, że kodeks został sporządzony w tym właśnie celu, aby uzupełnić Kodeks Bezy w zakresie Listów Pawła, była wielokrotnie powtarzana. Kodeks może być traktowany jako uzupełnienie dla Kodeksu Bezy, ale tylko jako jego daleki kuzyn.
Co najmniej dziewięciu korektorów pracowało nad rękopisem, czwarty z nich – pracował w IX wieku – zrewidował cały rękopis, dokonał w sumie około 2000 zmian w tekście, ponadto dodał przydechy i akcenty. Korektorzy bardziej byli zainteresowani tekstem greckim niż łacińskim, a celem ich wysiłków było wyeliminowanie rzadkich wariantów tekstowych oraz uzgodnienie tekstu rękopisu z aktualnie obowiązującym standardowym tekstem.
W kodeksie dołączono, po Liście do Filemona a przed Listem do Hebrajczyków – wcześniejszej daty – listę ksiąg świętych Starego i Nowego Testamentu. Jest wcześniejszej daty niż kodeks. Ewangelie wyliczone są w kolejności: Mateusz, Jan, Marek, Łukasz. Listy Pawła są w niezwykłej kolejności, brak Flp, 1 i 2 Tes, Hbr, zawiera natomiast List Barnaby, Pasterz Hermasa, 3. List do Koryntian, Dzieje Pawła i Apokalipsę Piotra. Według tej listy Dzieje Pawła zawierają 3560 stychów, podczas gdy Dzieje Apostolskie 2600 stychów.

## Tekst

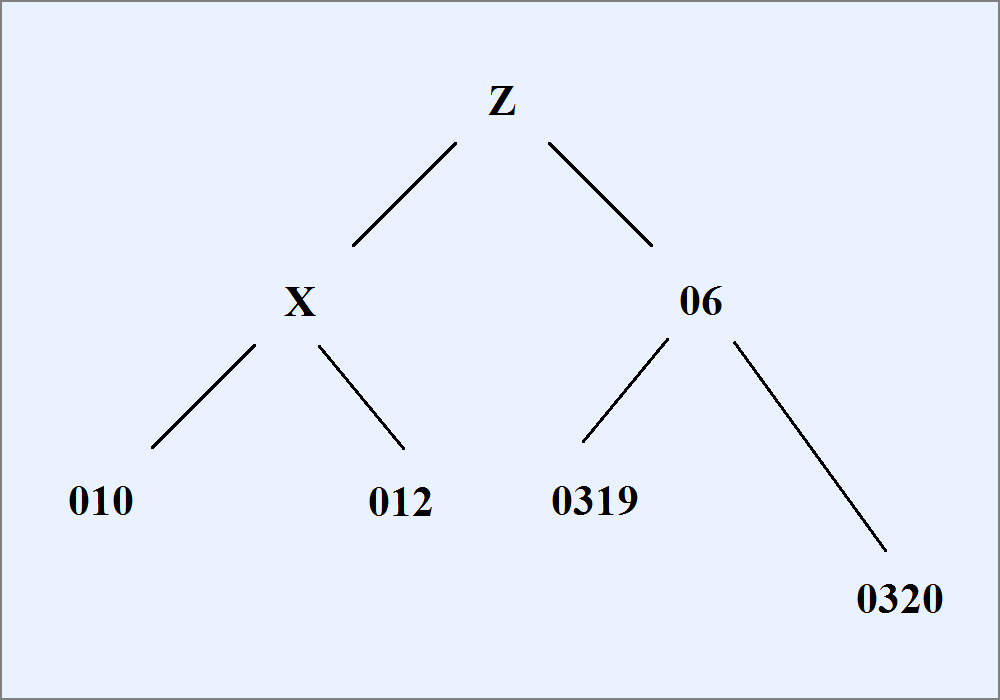
Zależność grecko-łacińskich rękopisów NT w Listach Pawła (06 – Claromontanus, 010 – Augiensis, 012 – Boernerianus, 0319 – Sangermanensis, 0320 – Waldeccensis, Z oraz X – hipotetyczne rękopisy)

### Przynależność tekstualna
Zarówno grecki jak i łaciński tekst kodeksu reprezentuje zachodnią tradycję tekstualną. Kurt i Barbara Alandowie dali dla greckiego tekstu następujący profil tekstualny 511, 121/2, 1112, 74s. Profil ten oznacza, że tekst kodeksu 51 razy wspiera tekst bizantyjski przeciwko „oryginalnemu”, 12 razy jest zgodny z tekstem bizantyjskim i „oryginalnym” jednocześnie, 111 razy wspiera tekst „oryginalny” przeciwko bizantyjskiemu, ponadto posiada 74 sobie właściwych wariantów tekstowych (Sonderlesarten). W oparciu o ten profil zaklasyfikowali go do II kategorii. Oprócz tego Alandowie ustalili profil tekstualny dla not korektorskich kodeksu – 1391, 301/2, 442, 35s i zaliczyli je do III kategorii.
Tekst łaciński reprezentuje Afrę i jest niemal identyczny z tekstem cytowanym w IV wieku przez Lucyfera, biskupa Cagliari. Pewnym jest to, że nie został przetłumaczony z greckiego tekstu kodeksu, lecz w oparciu o inny grecki tekst, jakkolwiek tego samego typu.
W grupie bilingwicznych grecko-łacińskich rękopisów Listów Pawła Claromontanus jest najstarszy i najważniejszy. Kodeksy Augiensis (010) i Boernerianus (012) powstały dopiero w IX wieku i są dziełem skrybów mających pewne trudności z greką. Dwa inne rękopisy są kopiami Claromontanus (0319 i 0320). Analiza porównawcza tekstu tych rękopisów prowadzi do wniosku, że wszystkie pochodzą z tego samego archetypu, hipotetycznego kodeksu Z, który należy datować na połowę IV wieku. Gordon Fee uważa, że archetyp grupy sięga początku III wieku i reprezentuje tekst znany dla Hipolita Rzymskiego. Z kodeksu Z skopiowany został hipotetyczny kodeks X, który powstał później niż Claromontanus i skopiowany został niezależnie od niego, dotarł do St. Gallen i z którego skopiowane zostały 010 i 012. Kopia Claromontanus dotarła do Saint-Germain, gdzie skopiowano zeń 0319 i 0320. Jest jeszcze kilka innych grecko-łacińskich rękopisów, jak np. kodeks 0230, zawierający fragment Listu do Efezjan a datowany na IV wiek. Jest to najstarszy świadek tej grupy, bliższy jest dla Claromontanus niż 010 i 012. Zachowały się także późne minuskułowe kopie reprezentujące tę grupę (minuskuły 628, 629, 1918).

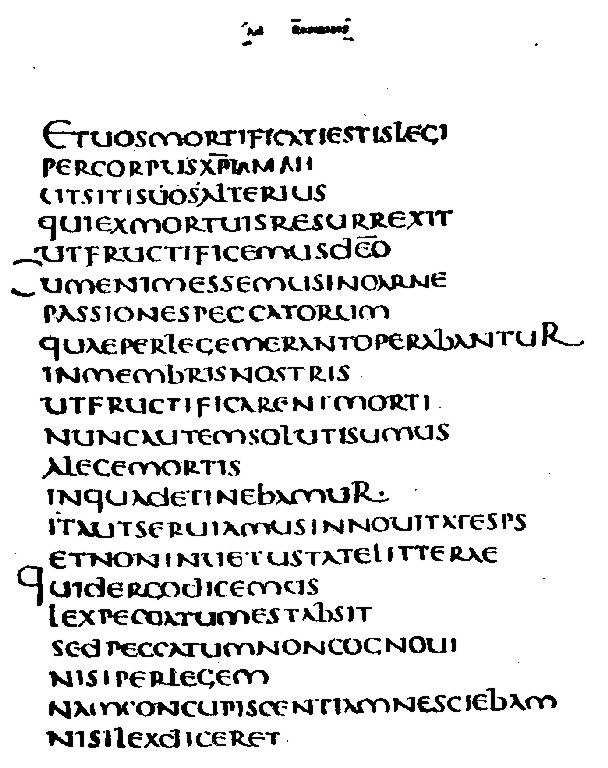
Rz 7,4–7 (tekst łaciński)

### Warianty tekstowe

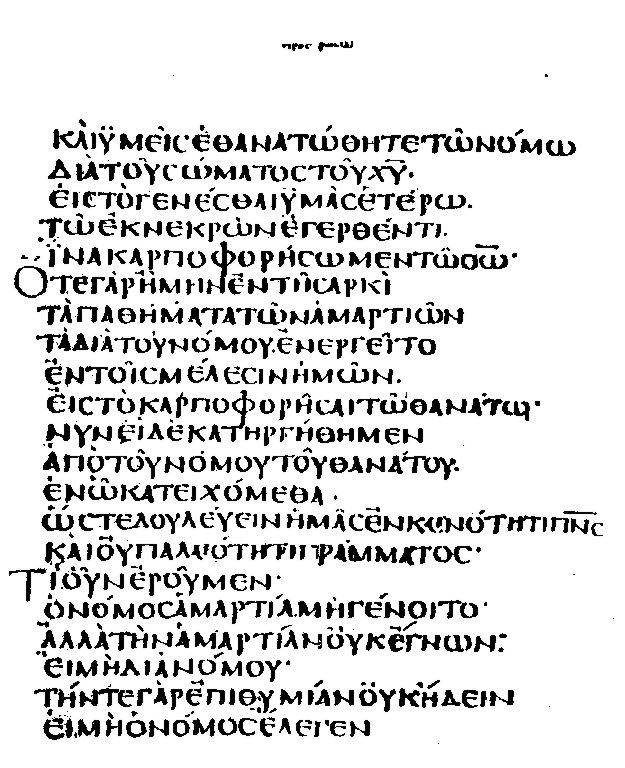
Rz 7,4–7 (tekst grecki), diereza nad O

W Liście do Rzymian 1,8 przekazuje wariant περι (o), tak mają rękopisy: א, A, B, C, K, 33, ale korektor Dc zmienił na υπερ (za), tak jak G, Ψ oraz rękopisy przekazujące tekst bizantyński.
W Rzymian 12,11 przekazuje καιρω (czasie) zamiast κυριω (panu), wariant jest wspierany przez tekst łaciński kodeksu, przez Augiensis (tylko tekst grecki), Boernerianus (zarówno tekst grecki, jak i łaciński), minuskuł 5 i Orygenesa (w łacińskim przekładzie). Drugi korektor zamienił je na κυριω.
W Rzymian 15,31 przekazuje δωροφορια (złożenie daru) zamiast διακονια (służba); wariant wspierany jest przez Vaticanus oraz Boernerianus (grecki tekst).
W Pierwszym Liście do Koryntian 7,5 przekazuje wariant τη προσευχη (modlitwą) wraz z {\displaystyle {\mathfrak {P}}^{11},} {\displaystyle {\mathfrak {P}}^{46},} א*, A, B, C, G, P, Ψ, 33, 81, minuskułem 104, 181, 629, 630, 1739, 1877, 1881, 1962, it, vg, cop, arm, eth. Większość rękopisów stosuje τη νηστεια και τη προσευχη (postem i modlitwą) albo τη προσευχη και νηστεια (modlitwą i postem).
Dwuwierszowa sekcja 1 Kor 14,34–35 (o milczeniu kobiet w kościele) umieszczona została za 1 Kor 14,40 (zarówno w tekście greckim, jak i łacińskim), tak jak rękopisy zachodniej tradycji tekstualnej (F, G, 88, itd, g, i niektóre rękopisy Wulgaty, np. Kodeks Fuldeński).
W Liście do Galatów 2,20 kodeks przekazuje wariant θεου και Χριστου (Boga i Chrystusa), w czym jest zgodny z kodeksami B, D*, F, G, (b); korektor D2 zmienił na υιου του θεου (Syna Boga), tak jak mają kodeksy א, A, C, Ψ, oraz rękopisy bizantyjskie.
W Liście do Galatów 5,9 przekazuje δολοι, a w 5,14 εν υμιν, oba warianty są zgodne z tekstem Marcjona.
W Liście do Efezjan 5,9 przekazuje wariant φωτός (światła), w czym wspierają go {\displaystyle {\mathfrak {P}}^{49},} א, A, B, G, P, 33, lekcjonarze i inne; korektor Dc poprawił na πνεύματος (ducha), zgodnie z rękopisami {\displaystyle {\mathfrak {P}}^{46},} K, Ψ, 88, 104, 181, rękopisy bizantyjskie.
W 1 Tymoteusza 3,1 przekazuje wariant ανθρωπινος (ludzki albo człowieka), wariant wspierany jest przez rękopisy starołacińskie itb,d,g,m,mon; większość rękopisów przekazuje πιστος (prawdziwy).

## Historia
Wskazywane były dwa prawdopodobne miejsca powstania kodeksu: Sardynia i Afryka Północna. Sardynia wskazywana jest ze względu na wielkie podobieństwo tekstualne kodeksu z cytatami Lucyfera, biskupa Cagliari na Sycylii. W roku 533 Sardynia przeszła w ręce Bizancjum i zdaniem niektórych badaczy po tej dacie mógł powstać kodeks, ponieważ wtedy było większe zapotrzebowanie na kodeksy bilingwiczne. E.A. Lowe datował kodeks na V wiek, Sabatier datował na VI wiek, Montfaucon na VII wiek, Hug na VIII wiek. Od połowy XIX wieku większość badaczy opowiada się za VI wiekiem (Ayuso, Bovier, Kilpatrick, Merk, Nestle, Souter, Tischendorf, Vogels, Wordsworth). Oficjalna data kodeksu, podawana przez INTF, to wiek VI.
Kodeks z Clermont został później dwukrotnie przepisany (Dabs1 Sangemanensis, IX wiek; Dabs2, X wiek). Przechowywany był w Clermont, gdzie w 1556 roku znalazł go Teodor Beza. Beza przywiózł go do Paryża, gdzie został mu wykradziony. Kolejnym jego właścicielem był Claude Dupuy (prawdopodobnie od 1605 roku), następnie jego synowie Jacques i Pierre Dupuy. W 1656 roku Ludwik XIV kupił kodeks od Jacques’a dla Królewskiej Biblioteki (dziś Biblioteka Narodowa Francji). W 1707 roku, Jean Aymont, wykradł 35 kart kodeksu. Jedna z kart trafiła do Holandii, skąd wróciła do Paryża za sprawą właściciela Stosch w 1720 roku. Pozostałe karty zostały sprzedane Robertowi Harleyowi, wielkiemu kolekcjonerowi rękopisów; zostały one odesłane z powrotem przez jego syna, Edwarda Harleya, w 1729 roku. Obecnie przechowywany jest w Bibliotece Narodowej (Grec 107) w Paryżu.
Beza był pierwszym uczonym, który badał kodeks i wykorzystał jego tekst w swoim wydaniu Nowego Testamentu z 1582 roku. Wettstein dwukrotnie skolacjonował grecki tekst rękopisu. Wettstein zarzucał, że tekst grecki kodeksu był alterowany w oparciu o łacinę. Zarzut ten obalił Semmler. Rękopis był badany przez Griesbacha, który wyróżnił pięciu korektorów kodeksu (A, B, C, D, E). Tregelles badał go w 1849 roku i porównał go z transkrypcją rękopisu dokonaną przez Tischendorfa, jeszcze przed jej opublikowaniem. Tischendorf wydał tekst kodeksu, grecki i łaciński, w 1852 roku, rozpoznał także dziewięciu korektorów kodeksu. Tekst łaciński wydał Paul Sabatier.
Na początku XIX wieku K. Hase oraz I. Bekker odkryli, że dwie karty 162–163 zawierają tekst zaginionej tragedii Eurypidesa. Gottfried Hermann wydał w 1821 roku dolny tekst tych kart – Faeton Eurypidesa. W chwili obecnej jest to jeden z dwóch zachowanych fragmentów Faetona, drugi fragment pochodzi z III wieku p.n.e. (Pap. Berolinensis 9771).
Jest jednym z pięciu rękopisów Nowego Testamentu, które są cytowane w wydaniach krytycznych nie tylko ze względu na tekst oryginalnego skryby, ale również ze względu na noty korektorskie (D1 dla korektora z VII wieku, D2 dla korektora z IX wieku, Dc dla pozostałych korektorów). Ten sposób cytowania stosowany jest tylko w odniesieniu do tzw. „wielkich kodeksów”.